# Musu
Musu (chinesisch 木苏乡, Pinyin Mùsū Xiāng) ist eine Gemeinde im Kreis Heishui des Autonomen Bezirks Ngawa in der Provinz Sichuan der Volksrepublik China. Der Gemeindecode ist 513228209, die Fläch beträgt 115,2 Quadratkilometer und die Einwohnerzahl 6.645 (Stand: Zensus 2010).
Der Gemeinde unterstehen die neun Dörfer Rishiduo, Luowo, Xugu, Yadu, Yazha, Biriba, Dabiewo, Xiaobiewo und Dazhaizi.